# تره پرچم‌دراز
تره پرچم‌دراز (نام علمی: Allium macrostemon) نام یک گونه از سرده سیر است.